# Маряново (гміна Слесін)
Маряново (пол. Marianowo) — село в Польщі, у гміні Слесін Конінського повіту Великопольського воєводства.
Населення — 83 особи (2011).
У 1975—1998 роках село належало до Конінського воєводства.

## Демографія
Демографічна структура станом на 31 березня 2011 року:
|          | Загалом | Допрацездатний вік | Працездатний вік | Постпрацездатний вік |
| -------- | ------- | ------------------ | ---------------- | -------------------- |
| Чоловіки | 38      | 9                  | 25               | 4                    |
| Жінки    | 45      | 7                  | 26               | 12                   |
| Разом    | 83      | 16                 | 51               | 16                   |